# Asse (Allemagne)
Pour les articles homonymes, voir Asse.
L'Asse est une chaîne de collines située dans le district de Wolfenbüttel au sud-est de la Basse-Saxe (Allemagne). L'altitude moyenne y est de 200 m, avec un point culminant, Remlinger Herse, à 234 m.
Cette région est connue pour ses mines de sel, dont la plus connue est la mine d'Asse, qui ont été exploitées durant plusieurs siècles. L'une de ces mines, dite Schacht Asse II est aujourd'hui utilisée pour y stocker des déchets radioactifs issus de centrales nucléaires et de la radiothérapie.

## Géographie

### Environnement

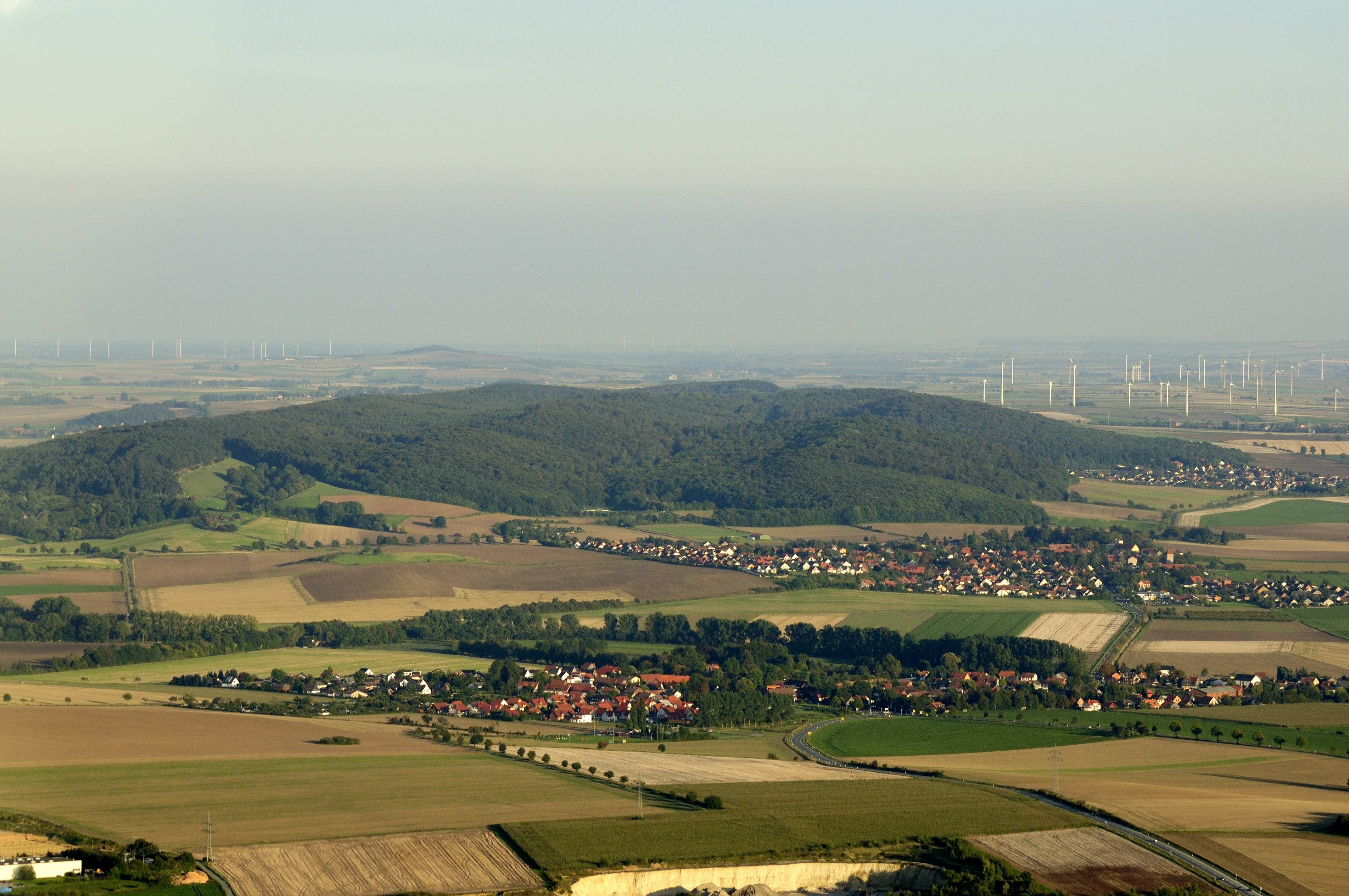
Vue aérienne du massif.

Les particularités du relief et de la géologie, la persistance de la forêt, ainsi que les microclimats qui caractérisent cette micro-région y ont favorisé une flore particulièrement riche (plus de 600 espèces végétales répertoriées).

### Villages
- Mönchevahlberg
- Groß Vahlberg
- Klein Vahlberg
- Remlingen
- Wittmar
- Groß Denkte

Les villages de la bordure sud appartiennent administrativement au Samtgemeinde Asse.

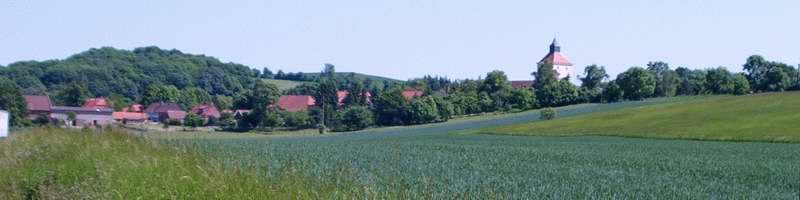
Groß Vahlberg, l'un des villages des collines de l'Asse

## Histoire
Ces collines n'auraient pas été habitées par l'homme jusqu'au VIe siècle où des fermiers venus du Danube seraient venus défricher et cultiver certains versants de collines. On y a ensuite exploité le sel.

## Stockage définitif de déchets nucléaires
Après avoir d'abord été un centre de recherche sur les déchets faiblement et moyennement radioactifs (FMA) de 1967 à 1978), le site est devenu un centre de stockage de déchets radioactifs exploité par le Centre Helmholtz de Munich sous la tutelle et avec les budgets du Ministère fédéral de l'enseignement et de la recherche (BMBF), selon le droit minier allemand, peu contraignant en termes de consultation publique. Le site fait l'objet d'un démantèlement depuis 1995. Le site était consacré à la recherche de solutions de stockage et non à un stockage réel et définitif, ce qu'il est peu à peu devenu à partir de 1967 avec l'arrivée et le stockage de 125 787 fûts de déchets FMA contenant notamment selon l'inventaire disponible 102,15 tonnes d'uranium, 87 t de thorium, 11,6 kg de plutonium...) ; jusqu'en 1978, où l'entreposage de déchets nucléaires a été interdit par un amendement de la loi allemande sur l'énergie nucléaire et la fin des autorisations. Cet état de fait jugé anormal et dangereux par de nombreux acteurs étant donné les risques particuliers liés aux déchets entreposés, d'autant que des infiltrations de saumure avaient montré dès les années 1970 que le site n'était pas sûr. Peu après, des initiatives citoyennes ou politiques (avec dépôt de plaintes) s'élevaient contre le stockage définitif, et demandaient une gestion du site sous le régime plus contraignant et transparent du « droit atomique » allemand. En 1979 la mine d'Asse était reconnue comme posant des problèmes d'instabilité, fait que ni les responsables du site ni leurs tutelles administratives n'ont pas considéré, avant vers 1995, d'avoir à gérer les conséquences d'une infiltration importante (environ 12,5 m3/jour) de saumure, observée depuis 1988, en provenance des montagnes voisines, à cause de la fragilité de la charpente de la mine. Une stabilisation par comblement des vides du flanc de la mine a été entamée, mais sans garanties à long terme.
La polémique a enflé, relayées par les médias en juin 2008, ce qui a abouti à ce que le gouvernement modifie les statuts de la mine pour en faire officiellement un centre de stockage souterrain définitif de déchets nucléaires, le site devant alors directement répondre au droit nucléaire allemand et changer de tutelle. L'exploitation devra dès fin 2008 se faire sous le contrôle de l'Office fédéral pour la radioprotection et la sureté nucléaire (BfS) avec des financements du Ministère fédéral de l'Environnement (Allemagne) (BmU) même si pour assurer la continuité des savoirs et savoir-faire sur le site, le personnel de Asse reste en place.
Le 29 avril 2009, le SPD a approuvé, comme les Verts et le parti de la Gauche depuis plusieurs mois, la demande de création d'une Commission d'enquête parlementaire sur les activités liées au stockage de déchets radioactifs à Wolfenbüttel. Les autorités fédérales étudient l'hypothèse d'une réextraction des déchets pour entreposage temporaire dans un site de stockage plus sûr. Début 2009, les coûts de mise en sécurité liés à la fermeture d'Asse II étaient estimés à 2 milliards d'euros environ,.